# Seillans
Seillans település Franciaországban, Var megyében. Lakosainak száma 2852 fő (2022. január 1.). Seillans La Roque-Esclapon, Bargème, Bargemon, Callas, Claviers, Comps-sur-Artuby, Fayence, Mons és Saint-Paul-en-Forêt községekkel határos.

## Népesség
A település népessége az elmúlt években az alábbi módon változott:
| Lakosok száma | 2506 | 2583 | 2656 | 2669 | 2671 | 2669 | 2674 | 2763 | 2852 |
|               | 2013 | 2015 | 2016 | 2017 | 2018 | 2019 | 2020 | 2021 | 2022 |